# Неман (женский футбольный клуб)
ЖФК «Неман» — белорусский женский футбольный клуб из Гродно, аффилиат футбольного клуба «Неман». Основан в 2017 году. Выступал в высшей лиге чемпионата Беларуси среди женщин. Расформирован в начале 2022 года.

## История
С самого начала команду возглавил главный тренер Денис Левченко.
За четыре сезона (2017—2020) жёлто-зелёные провели под его руководством 93 официальных встречи, 44 из которых закончились победой. В чемпионате страны команда сыграла 81 матч (40 побед, 5 ничьих, 36 поражений, мячи 240—175), а также 12 матчей в Кубке Беларуси (4 победы, 8 поражений, мячи 27-16). В двух первых сезонах 2017—2018 годах «Неман» под руководством Дениса Левченко становился пятым, а в 2019—2020 годах завоёвывал бронзовые награды.
В марте 2021 года было объявлено об уходе из команды Дениса Левченко. На время поиска и утверждения нового главного тренера обязанности исполняла капитан команды Екатерина Дудко.

## Достижения
Чемпионат Беларуси
- Бронзовый призёр (2): 2019, 2020

## Результаты выступлений по годам
| Сезон | Чемпионат | Чемпионат | Чемпионат | Чемпионат | Чемпионат | Чемпионат | Чемпионат | Чемпионат | Чемпионат | Кубок         | Еврокубки |
| Сезон | Дивизион  | Место     | И         | В         | Н         | П         | МЗ        | МП        | О         | Кубок         | Еврокубки |
| ----- | --------- | --------- | --------- | --------- | --------- | --------- | --------- | --------- | --------- | ------------- | --------- |
| 2017  | высшая    | 5         | 18        | 5         | 0         | 13        | 13        | 79        | 15        | Полуфинал     | —         |
| 2018  | высшая    | 5         | 21        | 9         | 2         | 10        | 77        | 48        | 29        | Четвертьфинал | —         |
| 2019  | высшая    | 3         | 21        | 14        | 1         | 6         | 88        | 21        | 43        | Четвертьфинал | —         |
| 2020  | высшая    | 3         | 21        | 12        | 3         | 6         | 62        | 24        | 39        | Полуфинал     | —         |
| 2021  | высшая    | 4         | 27        | 16        | 2         | 9         | 113       | 41        | 50        | Полуфинал     | —         |